# Liga Internacional de Mujeres Ibéricas e Hispanoamericanas
Liga Internacional de Mujeres Ibéricas e Hispanoamericanas fue una organización feminista internacional de mujeres hispanoamericanas e ibéricas impulsada por activistas liberales de ambas regiones fundada por Elena Arizmendi Mejía en 1922. En sus inicios la organización fue liderada por Paulina Luisi de Uruguay, aunque su primera presidenta fue la periodista Carmen de Burgos de España y Arizmendi la vicepresidenta fundadora. Durante la década de 1920 fueron surgiendo diversos capítulos nacionales.

## Historia
Ideada por Arizmendi a raíz de la pobre participación de las mujeres hispanoamericanas en la Primera Conferencia Panamericana de Mujeres, celebrada en Baltimore, Maryland en 1922, la liga fue impulsada por esta a partir de ese mismo año desde Nueva York y funcionó como alternativa a la Comisión Interamericana de Mujeres (IACW por sus siglas en inglés) de la Unión Panamericana en la década de 1930, que era dominada por Estados Unidos. En 1923 se le ofreció la presidencia de la organización a Carmen de Burgos.
La liga actuó como una federación de organizaciones de mujeres que afiliaba a los capítulos de diferentes países a los que se unieron otras asociaciones femeninas de la época. Su objetivo, según sus estatutos, era «consolidar el espíritu de la raza por medio de la mujer de habla española, elevar el espíritu de la misma y trabajar en bien del Hogar, de la Patria y de la Humanidad».
Arizmendi decidió organizar una reunión de la liga para 1925 y utilizó sus contactos en The New York Times para promover el evento. El domingo 2 de marzo de 1924, un extenso artículo sobre el movimiento feminista en México titulado «New Women of Mexico Striving for Equality» apareció en el periódico, incluía una entrevista a Sofía Villa de Buentello, que organizaba el evento junto a Arizmendi, en la que exponía un resumen de sus objetivos. La reunión se efectuó en la Ciudad de México en julio de 1925, con Villa de Buentello como presidenta. Arizmendi fungió como secretaria general, pero no asistió debido a una diferencia de opinión con Villa. Estuvieron presentes delegadas de varios países, así como representantes de diversos estados e instituciones mexicanas.  En 1931, se fundó la Liga Feminista Nicaraguiense, siendo su 1er Presidente  Angélica Balladares Montealegre de Arguello (b. Chinandega, 1872 - d. San Marcos, 1973), declarada en 1959 Mujer de Nicaragua por la  Union de Mujeres Americanas.